# Борис Дијао
Борис Дијао (фр. Boris Diaw; Кормеј ан Паризи, 16. април 1982) је бивши француски кошаркаш. Играо је на позицијама крилног центра и центра.

## Каријера
Каријеру је почео у По Ортезу у коме је наступао две сезоне. У првој је изабран за „Будућу звезду”, а у другој за најкориснијег играча првенства. Године 2003. се пријавио на НБА драфт где су га изабрали Атланта хокси као 21. пик 1. рунде. У Атланти је провео две сезоне, након чега је трејдован у Финикс сансе за Џоа Џонсона и право на два пика у првој рунди драфта.
Први трипл дабл учинак у НБА је забележио 31. јануара 2006. против Филаделфија севентисиксерса, чиме је постао први француски играч коме је то пошло за руком у НБА лиги. Постигао је тада 14 поена, имао 13 асистенција и 11 скокова. Најбоља сезона у Финиксу му је била сезона 2005/06, где је заједно са Нешом, Стодемајером и осталим члановима те генерације стигао до финала Западне конференције победама у седмим утакмицама серија са Лос Анђелес лејкерсима и Лос Анђелес клиперсима. На крају, бољи од њих били су Далас маверикси у шест утакмица, који су потом изгубили од Мајами хита у великом финалу. Дијао је те сезоне имао просек од 13,3 поена, 6,9 скокова и 6,2 асистенције током лигашког дела сезоне, односно 18,7 поена, 6,7 скокова и 5,2 асистенције током плеј-офа. Те сезоне је изабран за играча који је највише напредовао у НБА лиги.
Дијао је 10. децембра 2008. заједно са Раџа Белом и Шоном Синглтаријем трејдован из Финикса у Шарлот бобкетсе за Џејсона Ричардсона и Џареда Дадлија. У редовима Шарлот бокетса одиграо је четири сезоне, с тим што је током НБА локаута 2011. био кратко у Француској, у екипи Бордоа.
Највише успеха имао је наступајући за Сан Антонио спарсе од 2012. до 2016, током којих је освојио и шампионски прстен 2014. године, да би НБА каријеру завршио одигравши сезону у Солт Лејк Ситију за Јуту џез. У последњој НБА сезони имао је скроман учинак од 4,6 поена, 2,2 скока и 2,3 асистенције.
У септембру 2017. Дијао се вратио у француску клупску кошарку и потписао уговор са екипом Левалоа Метрополитан. Одиграо је једну сезону у њиховом дресу, након чега је одлучио да заврши играчку каријеру.

## Репрезентација
Дијао је са репрезентацијом Француске освојио пет медаља — злато са Евробаскета 2013 у Словенији, сребро са Евробаскета 2011. у Литванији, бронзу са Мундобаскета 2014. у Шпанији и бронзе са Евробаскета 2005. у СЦГ и 2015. у Француској.

### Статистика у репрезентацији
| Такмичење                | Одиграних утакмица | Поени просечно | Скокови просечно | Асистенције просечно |
| ------------------------ | ------------------ | -------------- | ---------------- | -------------------- |
| Европско првенство 2003. | 6                  | 4.7            | 4.5              | 0.7                  |
| Европско првенство 2005. | 7                  | 13.7           | 5.3              | 3.4                  |
| Светско првенство 2006.  | 9                  | 11.9           | 6.0              | 2.4                  |
| Европско првенство 2007. | 9                  | 9.3            | 5.8              | 1.2                  |
| Европско првенство 2009. | 8                  | 7.5            | 4.2              | 3.8                  |
| Светско првенство 2010.  | 6                  | 8.5            | 5.7              | 3.7                  |
| Европско првенство 2011. | 11                 | 8.0            | 4.7              | 2.5                  |
| Олимпијске игре 2012.    | 6                  | 7.7            | 6.0              | 4.3                  |
| Европско првенство 2013. | 11                 | 10.4           | 4.6              | 3.4                  |
| Светско првенство 2014.  | 9                  | 9.2            | 4.6              | 4.0                  |
| Европско првенство 2015. | 9                  | 6.2            | 3.0              | 4.0                  |
| Олимпијске игре 2016.    | 6                  | 8.3            | 4.2              | 4.7                  |
| Европско првенство 2017. | 6                  | 9.2            | 5.7              | 3.5                  |

## Приватно
Потиче из спортске породице. Његова мајка, Елизабет Рифиод је била кошаркашица и наступала је за репрезентацију Француске, док је отац, Иса Дијао био првак Сенегала у скоку удаљ. Његов брат Мартин и полубрат Пако су такође кошаркаши.

## Успеси

### Клупски
- По Ортез:
  - Првенство Француске (2): 2000/01, 2002/03.
  - Куп Француске (2): 2002, 2003.
  - Куп "Недеља асова" (1): 2003.

- Сан Антонио спарси:
  - НБА (1): 2013/14.

### Појединачни
- Играч НБА који је највише напредовао (1): 2005/06.
- Најкориснији домаћи играч Првенства Француске (1): 2002/03.

### Репрезентативни
- Светско првенство:
  -  2014.
- Европско првенство:
  -  2013.
  -  2011.
  -  2005, 2015.